# DRESS (雑誌)
『DRESS』（ドレス）は、株式会社giftが発行し幻冬舎が発売していた40代女性向けファッション雑誌である。2013年4月創刊。毎月1日発売（2015年12月まで）。この頁では2016年の休刊後に設立された、DRESSが運営するウェブマガジン『DRESS』についても記述する。

## 概要
バブルを経験し、既婚・未婚（発刊当初はシングルアラフォー向けと銘打っていた）、子供の有無にかかわらず、キャリアライフを楽しむアラフォー女性をターゲットとした雑誌。ファッション、ビューティに関する記事のほか、雑貨、インテリア、アラフォー女性のライフスタイル、結婚や出産、セレブスナップなど、多彩な記事を掲載している。特定スポンサーとのタイアップ（記事広告）もみられる。「DRESS CLOSET」掲載の商品は公式通販サイトで購入可能。
『美ST』で「美魔女」ブームを巻き起こした山本由樹が光文社より独立し、編集長に就任して創刊。発売に当たっては幻冬舎の出資で新会社「株式会社gift」を設立。編集長の山本が代表取締役社長を兼任した。また、会社の経営陣には取締役会長の見城徹のほか、秋元康（最高顧問）・松浦勝人（名誉会長）・藤田晋（取締役副会長）が名を連ねていた。
プロト版にあたる0号は2012年12月1日発売として出版・広告業など関係各社限定で提供された。この時点では、掲載内容に未確定部分が多く、ページの約半数は白紙であった。2013年4月発売の同年5月号にて正式に創刊され、一般向けにも発売された。創刊時の契約により、表紙は一定期間連続して米倉涼子が飾っていた。
しかし出版不況の中、苦戦と赤字が続いたことから、2013年12月26日、幻冬舎が保有株の大部分を決済代行会社「パス」に売却。事実上パス社の運営となり、通販事業やwebコンテンツの強化が図られる。
そして2016年2月号（2015年12月28日発売）にて月刊としての発行を終了し、月刊最終号でも米倉が表紙を飾った。以降は、紙の雑誌は季刊化し、事実上Webマガジンに移行した。
Webマガジンでは「DRESS部活」として、「家庭でも職場でもない、趣味で繋がるサードプレイス。」をテーマに読者コミュニティを形成。ヨガ、着物、ワイン、スイーツ、観劇などをテーマにイベントを開催している。

## 新体制
2016年4月より新体制となった。
パス社が全額出資子会社「株式会社コミュニタス」を設立し、株式会社giftの事業を当該会社に移管してWebマガジン版を運営。季刊として発売する紙の雑誌は『DRESS MAGAZINE』（ドレス・マガジン）に名を変更し、編集内容も「ライフスタイル誌」に変更。また、山本由樹が編集長を退任し、メンバーを刷新した。販売ルートは徳間書店の扱いとなった。
2016年9月、パス社がコミュニタス社の全株式を教育・異文化分野専門のサービス・コンテンツ開発企業「株式会社ヒトメディア」に売却。現在は当該会社の資本傘下にある。
「株式会社コミュニタス」は2018年12月、「株式会社DRESS」に商号変更された。